# مركز شرطة

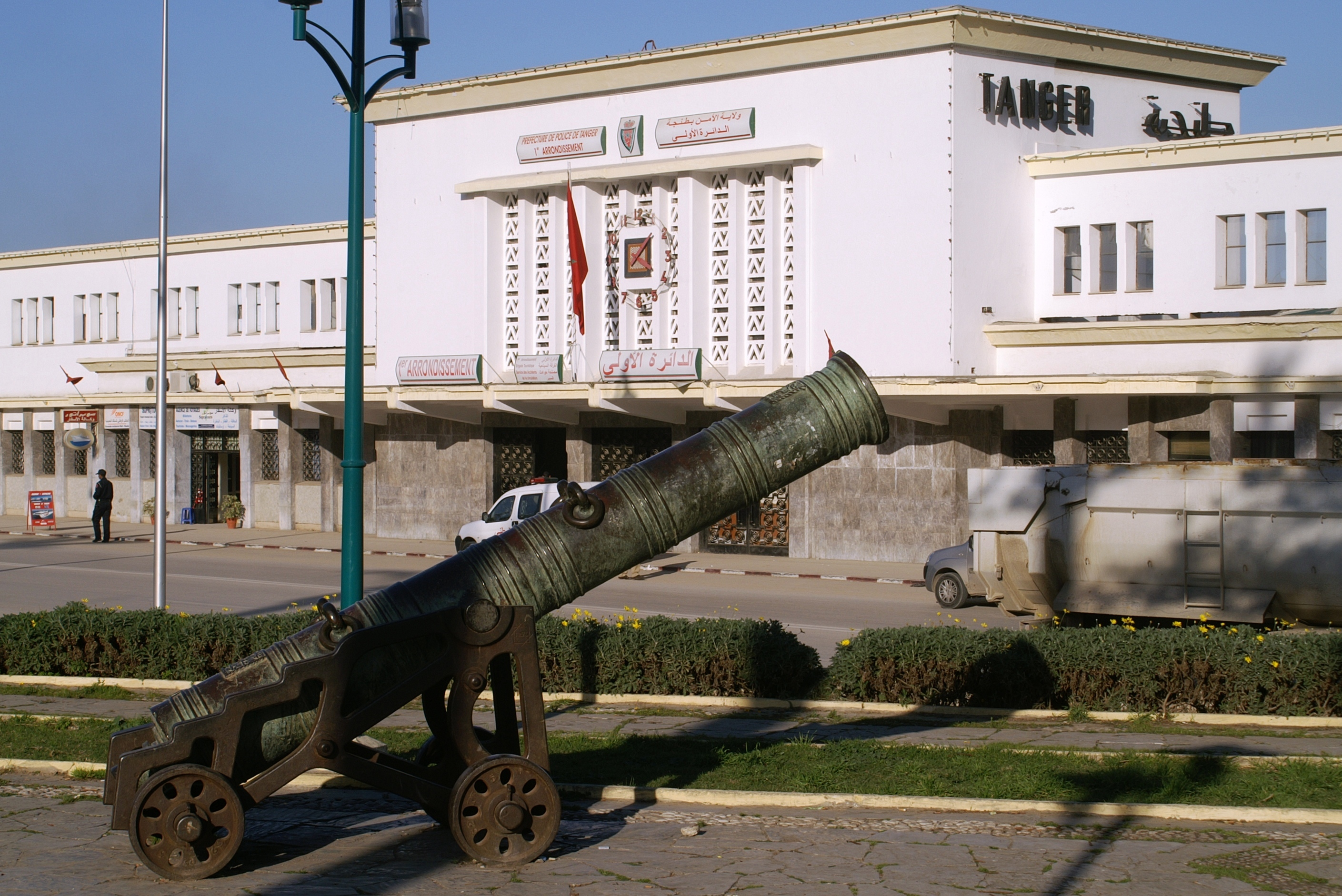
مأمورية الأمن بطنجة

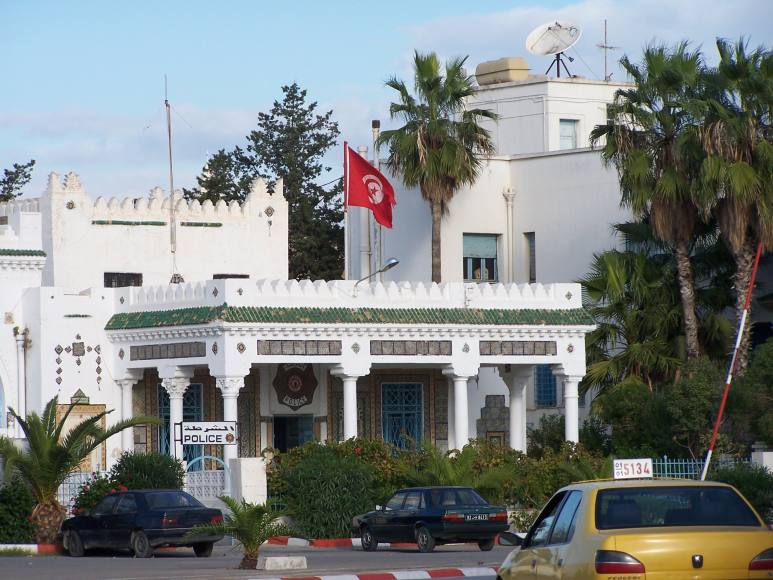
مركز شرطة حلق الوادي بتونس العاصمة

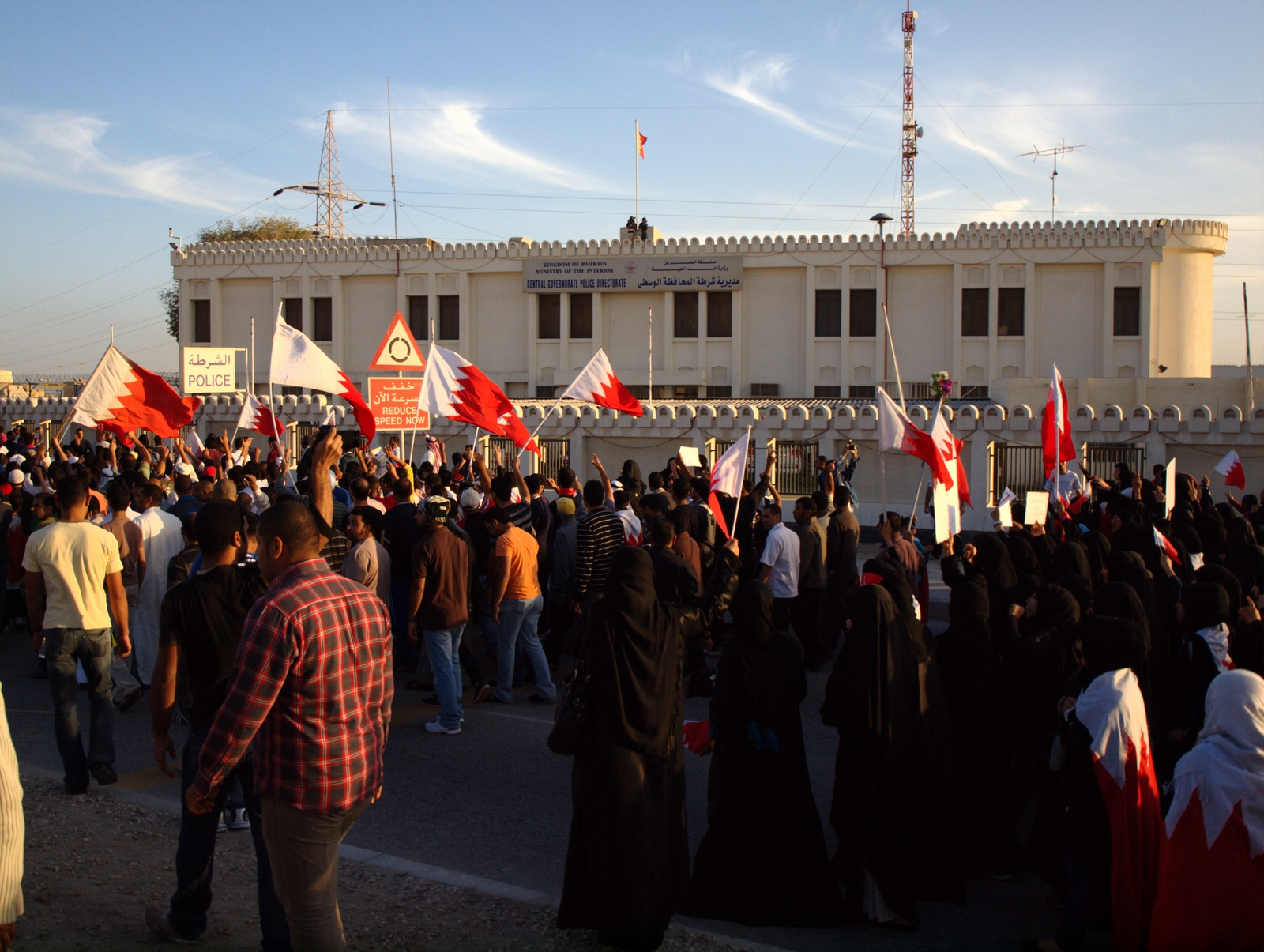
مديرية شرطة في البحرين

المخفر مبنى تدير منه أجهزة الأمن أو الشرطة أعمالها في كل منطقة محددة.

## في مصر
في كل مركز في المحافظة يوجد مركز شرطة تحت إدارة مديرية الأمن وبعض المحافظات الكبرى مثل القاهرة يوجد بها قسم شرطة ليس مركز

## في المغرب
يتبع كلُ مركز شرطي إدارةً مركزية في كل جهة تسمى مأمورية الأمن